# Tim Cook (Eishockeyspieler)
Tim Cook (* 13. März 1984 in Montclair, New Jersey) ist ein US-amerikanischer Eishockeyspieler, der seit 2009 bei den Belfast Giants in der Elite Ice Hockey League unter Vertrag steht.

## Karriere
Tim Cook begann seine Karriere als Eishockeyspieler in der Juniorenliga United States Hockey League, in der er von 2001 bis 2003 für die Omaha Lancers und River City Lancers aktiv war. Im NHL Entry Draft 2003 wurde er in der fünften Runde als insgesamt 142. Spieler von den Ottawa Senators ausgewählt, für die er allerdings nie spielte. Stattdessen besuchte der Verteidiger vier Jahre lang die University of Michigan und spielte mit deren Mannschaft in der CCHA. Mit seiner Mannschaft gewann er 2004 und 2005 jeweils die Meisterschaft der CCHA.
In der Saison 2007/08 gab Cook sein Debüt im professionellen Eishockey, als er für die Texas Wildcatters in der ECHL auflief. Die folgende Spielzeit begann er bei Totempo HvIK in der dänischen AL-Bank Ligaen und beendete sie bei den Florida Everblades in der ECHL. Seit der Saison 2009/10 steht er bei den Belfast Giants aus der Elite Ice Hockey League unter Vertrag.

## Erfolge und Auszeichnungen
- 2004 Mason-Cup-Gewinn mit der University of Michigan
- 2005 Mason-Cup-Gewinn mit der University of Michigan
- 2007 CCHA Humanitarian Award
- 2010 EIHL-Playoffgewinn mit den Belfast Giants

## Statistik
(Stand: Ende der Saison 2009/10)